# سی‌اس‌اس البمارل
سی‌اس‌اس البمارل (به انگلیسی: CSS Albemarle) یک کشتی بود که طول آن ۱۵۸ فوت (۴۸ متر) بود.